# Clathria isodictyoides
Clathria isodictyoides är en svampdjursart som först beskrevs av van Soest 1984.  Clathria isodictyoides ingår i släktet Clathria och familjen Microcionidae. Inga underarter finns listade i Catalogue of Life.